# KLF4
Le KLF4 (pour « Kruppel-like factor 4 ») est une protéine de type KLF (famille de protéines) ayant un rôle de facteur de transcription. Son gène est le KLF4 situé sur le chromosome 9 humain.

## Structure
Il comporte un doigt de zinc.
Il est exprimé au niveau de la peau, des poumons et du tube digestif.

## Rôles
Il joue un rôle notable dans le maintien de l'intégrité des tissus après un stress.
Il est nécessaire, au niveau du côlon pour la différenciation en cellules caliciformes et inhibe la prolifération cellulaire de la muqueuse digestive.
Au niveau de la peau, ce facteur semble nécessaire à son rôle de barrière.
Au niveau rénal, il fait partie des facteurs agissant sur la différenciation des néphrons par l'intermédiaire de la modulation de l'expression du gène B2R (« bradykinine B2 receptor »). Il permet un remodelage des podocytes et diminue la protéinurie.
Au niveau neurologique, il régule l'activité de la microglie en cas d'infection, participant à la réponse inflammatoire.
Au niveau vasculaire, il a une action protectrice sur la formation de l'athérome et sur la survenue de thrombose, du moins, sur un modèle animal.
Au niveau cardiaque, il protège les cellules contre la fibrose et l'apoptose et régule l'homéostasie des mitochondries.